# 亞納大削四世
亞納大削四世（拉丁語：Anastasius PP. IV；约1073年—1154年12月3日）本名龔拉（Corrado），於1153年7月12日至1154年12月3日岀任教宗。

## 譯名列表
- 四世。
- 阿納斯塔修斯四世：來自大英簡明百科知識庫。
- 阿纳斯塔修斯四世：來自《世界人名翻譯大辭典》1993年版。
- 四世：來自香港天主教教區檔案　歷任教宗。